# Iwane Matsui
Iwane Matsui (松井 石根?   27 de julio de 1878 – 23 de diciembre de 1948) fue un general del Ejército Imperial Japonés y comandante de las fuerzas expedicionarias enviadas a China durante la segunda guerra sino-japonesa. Fue ejecutado por sentencia del Tribunal Penal Militar Internacional para el Lejano Oriente en la posguerra por su papel en la Masacre de Nankín.
Matsui nació en la Prefectura de Aichi. Participó en la Guerra Ruso-Japonesa y se graduó de la Academia Militar en 1906. Fue comandante del 29º Regimiento desde 1919 hasta 1921. Luego fue designado a la Fuerza Expedicionaria de Vladivostok hasta 1922. Entre 1922 y 1924 fue jefe de la Agencia de Servicios Especiales Harbin en Manchuria, y luego recibió el mando del 35º Regimiento hasta 1925. Luego fue designado jefe del 2º Buró del Estado Mayor hasta 1928, cuando fue asignado al Estado Mayor. En 1929 recibió el mando de la 11.ª División, mando que ejerció hasta 1931, cuando fue designado al Estado Mayor de nuevo. Entre ese año y el siguiente estuvo incluido en la delegación japonesa en Ginebra en la Conferencia de Desarme Mundial, que constituyó un esfuerzo de la Sociedad de Naciones para promover el desarme.
En 1933 Matsui recibió el rango de General y formó parte del Consejo Supremo de Guerra hasta 1935. No obstante, se ausentó un tiempo entre 1933 y 1934 al ser nombrado Comandante en Jefe del Ejército del Distrito de Formosa.
En 1935 Matsui se retiró, pero en 1937 volvió del retiro para comandar la Fuerza Expedicionaria de Shanghái, que debía tomar dicha ciudad durante la segunda guerra sino-japonesa. Este mando lo recibió el 15 de agosto, por petición directa del Emperador japonés Hirohito. Antes de partir, según Fumimaro Konoe, expresó que la única manera de doblegar a Chiang Kai-shek era tomando Nankín.
El 23 de agosto, el general Matsui y su fuerza llegaron al campo de batalla de Shanghái, donde recibió al 10º Ejército como refuerzo. El 7 de noviembre, Matsui recibió el mando de todas las fuerzas japonesas en el área de Shanghái, que fueron llamadas Ejército de China Central. Después de ganar la batalla de Shanghái, Matsui solicitó permiso para avanzar contra Nankín. El 1 de diciembre recibió una respuesta positiva, y aunque el mando de la Fuerza Expedicionaria fue pasado al Príncipe Asaka Yasuhiko, Matsui continuó siendo el Comandante en Jefe en China Central. Al compartir el mando de la Fuerza Expedicionaria con un pariente del Emperador, quedarían dudas acerca de la completa responsabilidad de Matsui en la matanza de Nankín.
El 10 de diciembre empezó la batalla de Nankín, que terminó tres días después. La matanza y violación de civiles chinos se iniciaría inmediatamente, pero se detuvo temporalmente el 17 de diciembre, cuando el General Matsui y el Príncipe Asaka entraron marchando a Nankín.
Aunque Matsui no estuvo presente en Nankín durante las matanzas, al caer enfermo, anotó en su diario que las violaciones y los saqueos estaban dañando la reputación del Ejército Imperial Japonés, comprobándose su conocimiento de la matanza en desarrollo. Además, en un discurso pronunciado durante el servicio fúnebre de varios oficiales caídos en combate el 7 de febrero de 1938, mencionó que algunos hechos abominables ocurridos en los últimos cincuenta días no debían repetirse.
Tanto el General Matsui como el Príncipe Asaka fueron llamados de vuelta en 1938, Matsui se retiró definitivamente a su casa en Atami, en la Prefectura de Shizuoka, y junto con varios miembros de su comunidad ayudó a construir una estatua de Kannon, deidad asiática que representa la misericordia.
El 29 de abril de 1940 fue condecorado por su participación en la guerra.
Después de la rendición japonesa, Matsui fue juzgado por el Tribunal Penal Militar Internacional para el Lejano Oriente, por su inacción durante la masacre de Nankín. Matsui manifestó vergüenza por la masacre de Nankín, pero culpó indirectamente al Príncipe Yasuhiko Asaka y al Teniente General Heisuke Yanagawa, comandante del 10º Ejército, de la matanza, al no haber detenido a los hombres bajo su mando directo. Matsui alegó que algunos oficiales se rieron cuando manifestó indignación por lo ocurrido, y que al encontrarse enfermo, él no pudo intervenir.
En 1948, el Tribunal declaró que Matsui no estaba lo suficientemente enfermo para no haber podido intentar detener la matanza, y que era consciente de lo que ocurría en Nankín. El Tribunal lo encontró culpable de crímenes de guerra y fue ahorcado en diciembre, en la Prisión Sugamo, en la misma ceremonia en la que fue ahorcado el ex primer ministro Hideki Tōjō.
Su nombre ha sido incluido en el Libro de las Ánimas del Santuario Yasukuni, por lo que es indirectamente venerado, lo que ha ocasionado protestas en el mundo, especialmente chinas.
- Datos: Q353901
- Multimedia: Iwane Matsui / Q353901